# جورج فرانكلين باربر
جورج فرانكلين باربر (بالإنجليزية: George Franklin Barber)‏ هو مهندس معماري أمريكي، ولد في 31 يوليو 1854 في ديكالب في الولايات المتحدة، وتوفي في 17 فبراير 1915 في نوكسفيل في الولايات المتحدة.